# Пеунова, Алла Александровна
Алла Александровна Пеунова (3 августа 1946, Сталино — 8 августа 1986) — советская лучница. Участница летних Олимпийских игр 1972 года, чемпионка и серебряный призёр чемпионата Европы 1972 года.

## Биография
Алла Пеунова родилась в 1946 году в городе Сталино (ныне — Донецк).
В 1971 году окончила Ленинградский государственный педагогический институт имени А. И. Герцена.
Выступала в соревнованиях за ленинградское «Динамо», тренировалась под началом Валентина Тублина. Дважды становилась чемпионкой СССР в личном и командном зачётах (1970, 1972), была рекордсменкой СССР. Выигрывала чемпионат Ленинграда и чемпионат спортобщества «Динамо».
В 1972 году завоевала две медали на чемпионате Европы в Вальферданже: золотую в командном турнире и серебряную в индивидуальном.
В том же году вошла в состав сборной СССР на летних Олимпийских играх в Мюнхене. В индивидуальном турнире заняла 8-е место, набрав 2364 очка и уступив 60 очков завоевавшей золото Дорин Уилбер из США.
Мастер спорта СССР международного класса (1972).
Скончалась 8 августа 1986 года, похоронена на Южном кладбище.

## Личная жизнь
Была замужем за Михаилом Пеуновым, также мастером спорта СССР международного класса по стрельбе из лука. В 1971 году у них родился сын Константин, однако в 1977 году супруги развелись.